# دواریو
دواریو (نام علمی: Devario) نام یک سرده از خانواده کپورماهیان است.